# 적복
적복(籍福, ? ~ ?)은 전한 중기의 인물이다. 승상 전분의 문객으로, 평소 불화한 전분과 두영의 사이를 조율하려고 노력하였다. 협객 계심(季心)과도 교류가 있어, 계심으로부터 관부와 함께 아우처럼 보살핌을 받았다.

## 행적
건원 원년(기원전 140년) 승상 위관이 병으로 면직되었다. 무제는 승상과 태위의 후임을 누구로 할지 고민하고 있었는데, 이때 적복은 전분에게 이렇게 말하였다.
| “ | 위기후(=두영)는 오래 전부터 신분이 존귀했던 자로, 천하의 선비들이 원래부터 따랐었습니다. 지금 장군은 존귀해진 지 얼마 되지 않았으니, 아직 위기후만은 못합니다. 그러하니 만약 황제께서 장군더러 승상이 되라고 하신다면, 반드시 위기후에게 양보하십시오. 위기후가 승상이 되면 장군은 반드시 태위가 되실 것입니다. 태위는 승상과 똑같이 고귀하며, 또 장군은 양보할 줄 아는 분이라는 명성을 얻을 것입니다. | ” |

전분은 두영에게 승상 자리를 양보하고 싶다고 두태후에게 은연중에 말하였고, 이 말이 무제의 귀에까지 들어갔다. 과연 두영이 승상에, 전분이 태위에 임명되었다.
적복은 두영에게 가 승상 취임을 축하하면서 한편으로는 이렇게 말하였다.
| “ | 당신은 천성이 착한 것을 좋아하고 악한 것을 미워합니다. 지금은 착한 사람들이 당신을 추천한 덕분에 승상이 된 것입니다. 당신은 악한 것을 미워하지만 세상에는 악한 사람이 많으며, 이들은 장차 당신을 헐뜯을 것입니다. 당신이 착한 사람과 악한 사람을 함께 끌어안는다면 지위를 오래 보전하겠지만, 그러지 못하면 곧 벼슬에서 물러나게 될 것입니다. | ” |

그러나 두영은 적복의 말을 듣지 않았다. 과연 이듬해에 두영은 파면되었다.
어느 날, 승상이 된 전분은 두영에게 성 남쪽의 밭을 달라고 하였다. 적복이 전분의 말을 전하려 두영에게 갔는데, 두영은 전분을 몹시 원망하며 거절하였고 함께 있던 관부는 노하여 적복을 욕하였다. 적복은 전분과 두영 사이에 틈이 생기길 원치 않았기 때문에, 전분에게 가 이렇게 말하였다.
| “ | 위기후는 늙어서 곧 죽을 것입니다. 잠시만 기다리십시오. | ” |

얼마 지나지 않아 전분은 두영 등이 사실은 화를 내며 거절했다는 사실을 알았고, 이 때부터 둘을 몹시 원망하였다.
원광 4년(기원전 131년) 여름, 전분은 연왕의 딸을 아내로 맞이하였다. 열후와 종실들이 모두 축하하러 전분을 찾아갔고, 관부 또한 두영과 함께 찾아갔다. 전부터 전분과 사이가 좋지 않았던 관부는 술자리에서 또 전분과 다투었고, 사람들은 화장실에 가는 척하면서 하나 둘 빠져나갔다. 두영이 나가면서 손짓으로 관부를 불러 나오게 하였는데, 마침내 전분은 기병을 시켜 관부를 붙잡아 두었다. 이에 적복은 자리에서 일어나 관부를 위해 대신 사죄하고, 또 관부의 목을 눌러 사죄하게 하려 하였다. 그러나 관부는 더욱 성을 낼 뿐 사죄하지 않았고, 무안후는 기병을 시켜 관부를 결박하고 전사(傳舍; 여행객이 머무는 숙소)에 가두었다.

## 출전
- 사마천, 《사기》 권107 위기무안후열전